# Piledriver (álbum)
Piledriver es el quinto álbum de estudio de la banda británica de rock Status Quo, publicado en 1972 por Vertigo Records para el Reino Unido y por A&M Records para los Estados Unidos. El disco se caracterizó por ser el primero en contar con el sonido característico del grupo, una fluctuación entre el hard rock y el boogie rock, cuyo proceso habían iniciado en Dog of Two Head.
Tras su lanzamiento recibió en su gran mayoría buenas reseñas de la prensa especializada, entre ellas del sitio Allmusic, que lo consideró como su mejor álbum hasta ese entonces e incluso mucho mejor que otros discos de hard rock de aquel tiempo. Pero también hubo algunos que criticaron la calidad del grupo, como es el caso de Robert Christgau, que trató de «aburrido» los «intentos» de baladas y las canciones boogies.
Adicional a ello se convirtió en el primer álbum de la banda en entrar en los UK Albums Chart' en el puesto 5 y permaneció en la lista por 37 semanas consecutivas. Además obtuvo el top 50 en otras listas europeas como la alemana, la sueca y la suiza por ejemplo. Además y para promocionarlo se lanzó en el mismo año el sencillo «Paper Plane», que llegó hasta la octava posición en la lista UK Singles Chart.

## Lista de canciones
| N.º | Título                                 | Escritor(es)                                             | Duración |  |
| 1.  | «Don't Waste My Time»                  | Rossi, Bob Young                                         | 4:22     |  |
| 2.  | «Oh Baby»                              | Rossi, Parfitt                                           | 4:39     |  |
| 3.  | «A Year»                               | Lancaster                                                | 5:51     |  |
| 4.  | «Unspoken Words»                       | Rossi, Young                                             | 5:06     |  |
| 5.  | «Big Fat Mama»                         | Rossi, Parfitt                                           | 5:53     |  |
| 6.  | «Paper Plane»                          | Rossi, Young                                             | 2:52     |  |
| 7.  | «All the Reasons»                      | Parfitt, Lancaster                                       | 3:42     |  |
| 8.  | «Roadhouse Blues» (cover de The Doors) | Jim Morrison, Ray Manzarek, John Densmore, Robby Krieger | 7:26     |  |

| Pista adicional en remasterización de 2005 |                                 |              |          |  |
| N.º                                        | Título                          | Escritor(es) | Duración |  |
| 9.                                         | «Don't Waste My Time» (en vivo) | Rossi, Young |          |  |

## Músicos
- Francis Rossi: voz y guitarra líder
- Rick Parfitt: voz, guitarra rítmica y teclados
- Alan Lancaster: voz y bajo
- John Coghlan: batería
- Bob Young: armónica en «Roadhouse Blues» (músico invitado)
- Jimmy Horowitz: piano en «Roadhouse Blues» (músico invitado)